# Русские блины

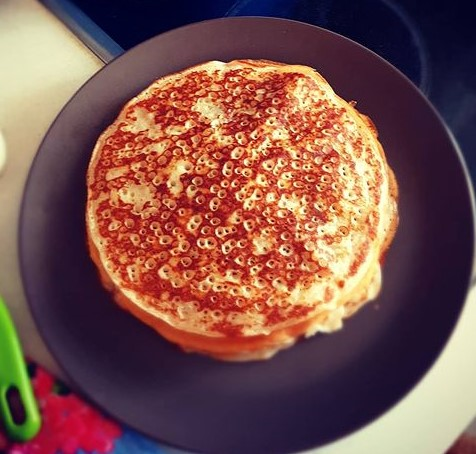
Русские блины, приготовленные в Восточной Сибири, Россия

Ру́сские блины́ — традиционное блюдо русской кухни, национальный вариант блинов. Традиционные русские блины готовятся на дрожжевом тесте, иногда завариваются в воде или молоке (заварные блины) перед выпечкой в традиционной русской печи. Раньше для их приготовления часто использовалась гречневая мука. Блины на пресном тесте в дореволюционной литературе назывались «блинцами», «блинчиками» или «молочными блинами», и не были распространённым или обрядовым блюдом. Некоторые исследователи русской кухни считают тонкие блинчики из пресного теста поздним, заимствованным блюдом.
В Европе слово «блины» (blini, bliny) обычно используется без перевода именно для дрожжевых русских блинов, которые отличаются от традиционных местных вариантов этого блюда.

## История
Слово рус. блин восходит к др.-рус. млинъ и изначально обозначало еду из перемолотой муки (ср. укр. млин — «мельница»).

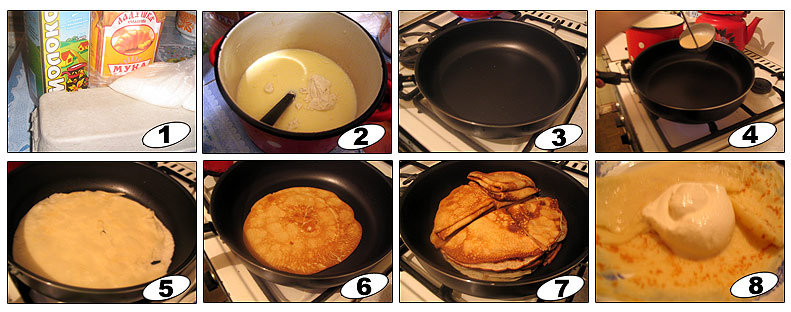
Приготовление блинов

## Обрядовое значение
В XIII—XVII веках блины и оладьи готовили на различные семейные торжества. У восточных славян блины были обрядовой едой на поминках, и первоначально именно в этом качестве использовались на Масленицу, когда умерших предков приглашали «к обильному ужину накануне поста». Впоследствии блины стали атрибутом русской Масленицы безотносительно их ритуальной символики. Причиной использования блинов в поминальных обрядах фольклорист В.Я. Пропп считает архаичность этого блюда:
Почему при поминках употреблялись блины — на этот вопрос можно ответить только предположительно. Во всяком случае не потому, что они своей круглой формой напоминают солнце и должны служить магическим средством возвращения солнца после зимы, как думают некоторые исследователи. <…> По-видимому, блины — древнейшая форма печёной мучной еды.
Рассматривать блины как древний элемент славянской масленичной обрядности нет оснований. У украинцев и белорусов атрибутом Масленицы являлись не блины, а вареники со сметаной. Более того, даже у русских блины на Масленицу были распространены не везде, став массовым её атрибутом лишь в XX веке.
С подачи учёных «мифологической школы» (А. Н. Афанасьев) в конце XIX века блин в массовом сознании начинает ассоциироваться с солнцем. По мнению исследователей, мнение о связи блинов с солярным культом не имеет серьёзных оснований. Тем не менее, мифологема о связи с солнцем стала очень популярной, и отразилась, например, в словах А. И. Куприна, которые часто приводят в подтверждение солнечной «языческой символики» блинов:
Блин красен и горяч, как горячее всепрогревающее солнце, блин полит растопленным маслом — это воспоминание о жертвах, приносимых могущественным каменным идолам. Круглый, горячий блин — символ яркого солнца, красных дней, хороших урожаев, ладных счастливых браков.
В советские годы идея о «блинах — символе солнца» поддерживалась академиком Б. А. Рыбаковым, воспринявшим наследие «мифологической школы».
Давно уже высказано мнение, что блины являются символом солнца и их изготовление и коллективное поедание отмечало победу дня над ночью, света над тьмой. В русских деревнях IX—X веков известны круглые глиняные сковородки с зубчатыми краями и с прочерченным ещё по сырой глине крестом, знаком солнца. Вероятно, они делались для выпечки масленичных блинов. Вся небольшая сковорода (диаметр 20 см) с её лучистыми краями являлась как бы моделью солнца.
Популярна, хотя и неверна, и интерпретация пословицы «Первый блин — комом» как искаженного «Первый блин комам», где комы – это, якобы, старинное название медведей на Руси, которым несли первые масленичные блины, дабы задобрить и продемонстрировать своё почтение.
Масленичные блины

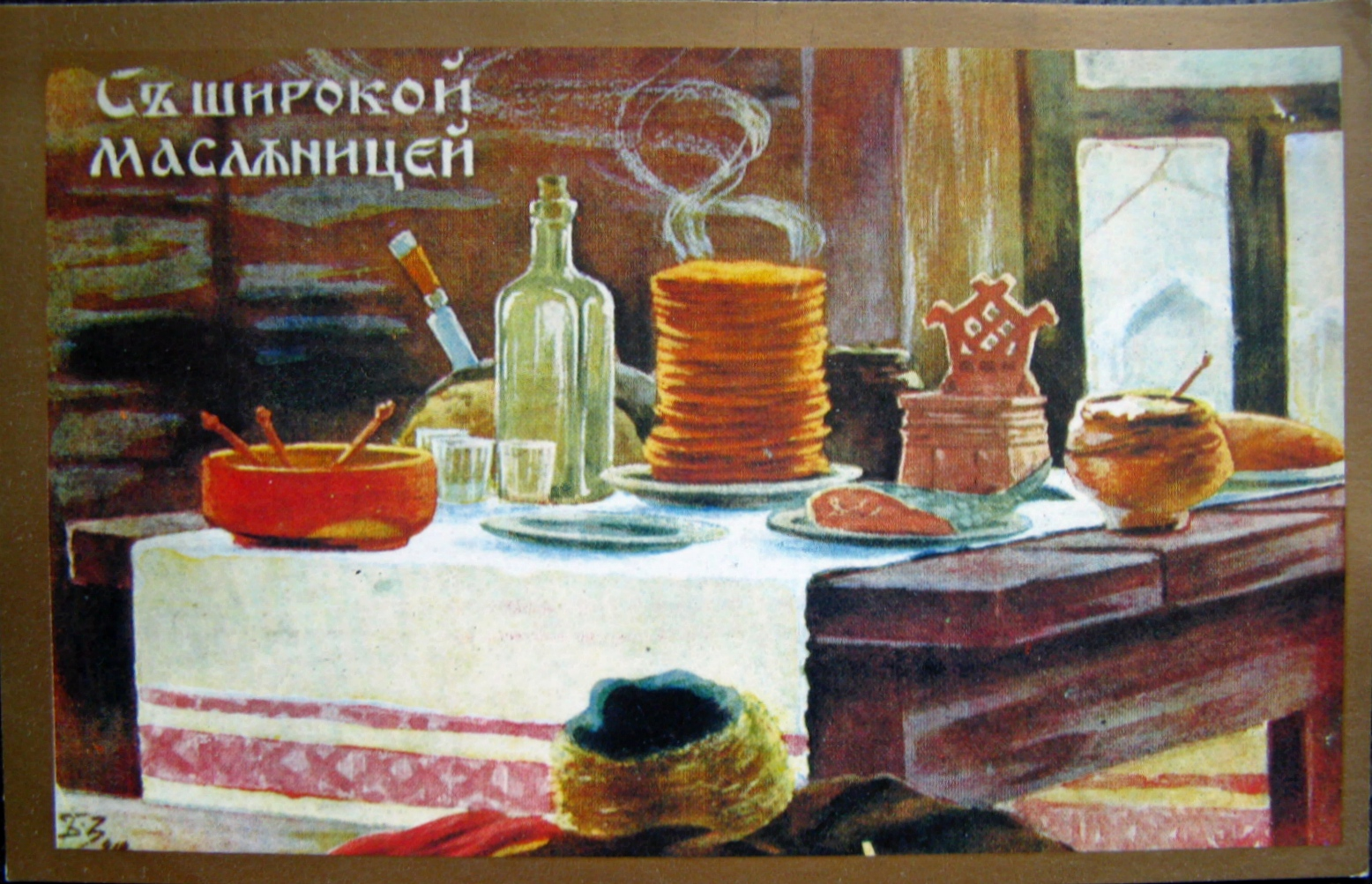
Дореволюционная открытка «С широкой масляницей». (художник Б. В. Зворыкин)

Блины — главная ритуальная еда Масленичной недели. Богатые люди начинали печь блины в понедельник, бедные — в четверг или пятницу. Опару для блинов стряпухи готовили с особыми обрядами. Одни опару готовили из снега, на дворе, когда выйдет месяц, приговаривая: «Месяц ты месяц, золотые рожки твои рожки! Взгляни в окошко, подуй на опару». Считалось, что будто бы от этого блины становятся более белыми и рыхлыми. Другие выходили вечером готовить опару на речку, колодец или озеро, когда появятся звезды. Приготовление первой опары держалось в величайшей тайне от всех домашних и посторонних. Малейшая неосторожность стряпухи наводила на хозяйку тоску на всю масленицу.
Особенности дней Масленичной недели, связанные с блинами:
- В понедельник начинали печь первые блины. Их клали на слуховое окошко «для душ родительских» или отдавали нищим, чтобы они помянули усопших: «Первый блин — за упокой».
- Во вторник проходили смотрины невест: молодых людей приглашали на блины; словесной формой зазывания было: «У нас горы снежные готовы и блины напечёны — просим жаловать!».
- В среду зять приходил «к тёще на блины», которые та сама готовила.
- В четверг начинался «широкий разгул». Наряженные детишки ходили от дома к дому и пели: «Трынцы-Брынцы, пеките блинцы!»
- В пятницу с ответным визитом тёща приходила в гости к зятю: блины в этот день пекла её дочь — жена зятя.
- В субботу в дом приходили сёстры мужа — золовки, из-за чего день принято называть «Золовкины посиделки».
- Воскресенье был последним днём, когда можно было есть скоромные блины.

## Блины в произведениях искусства
- Рассказ А. П. Чехова «Глупый француз» описывает непонятную для иностранцев способность русских поглощать во время еды огромное количество блинов.
- Н. С. Лесков в «Железной воле» рассказывает о трагикомических приключениях немца Гуго Пекторалиса в России, завершаются они гибелью Пекторалиса, подавившегося блином.
- Знайка, герой повести Носова «Незнайка на Луне» объяснял формирование лунных кратеров аналогией с дырками в блинах.
- Рассказ Тэффи
- Рассказ Аркадия Аверченко «Широкая Масленица».

## Галерея

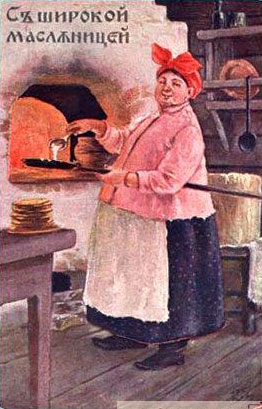
Дореволюционная открытка «С широкой масленицей», художник Зворыкин Б. В.
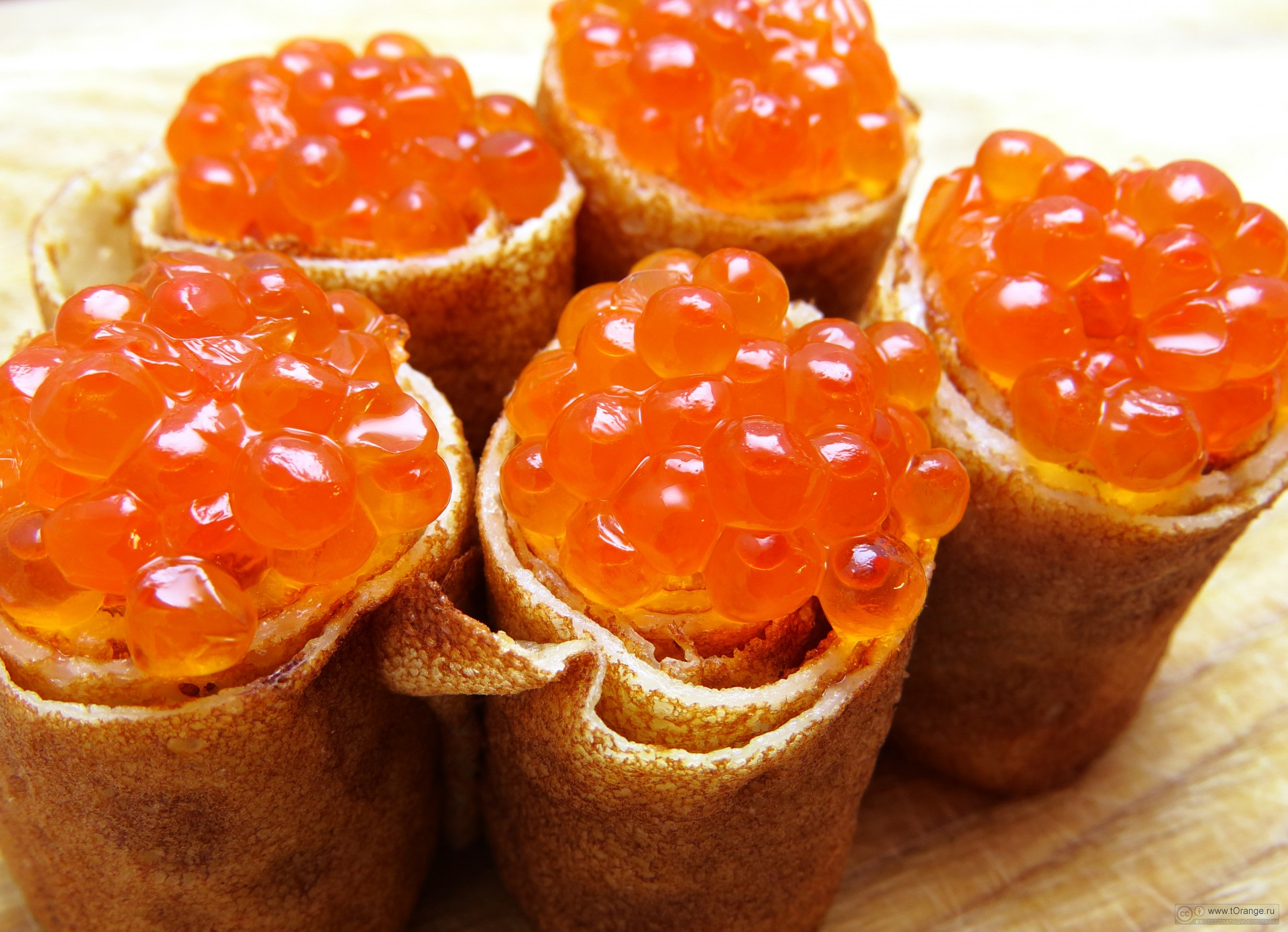
Блины с красной икрой
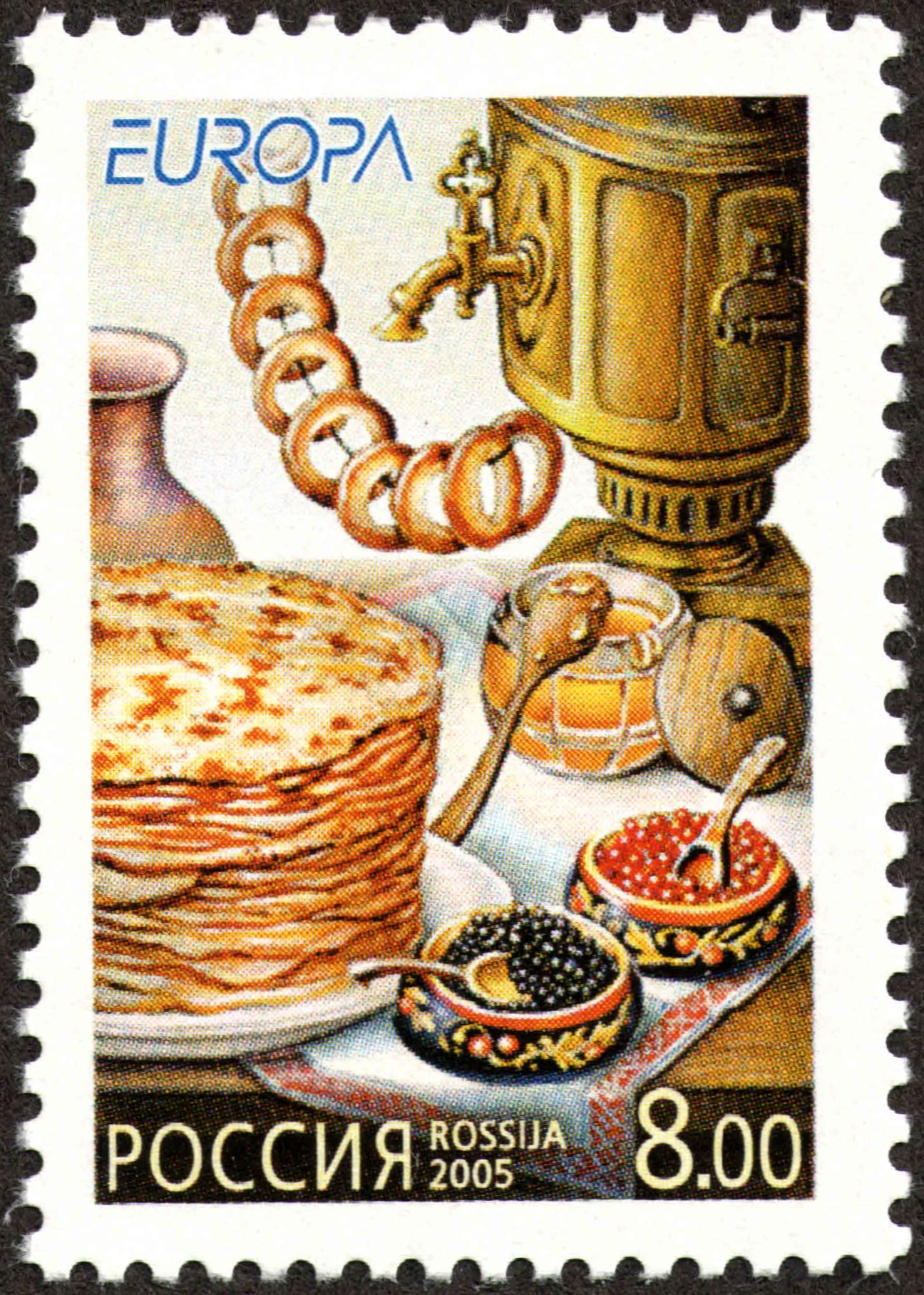
Почтовая марка с блинами и другими атрибутами русской культуры
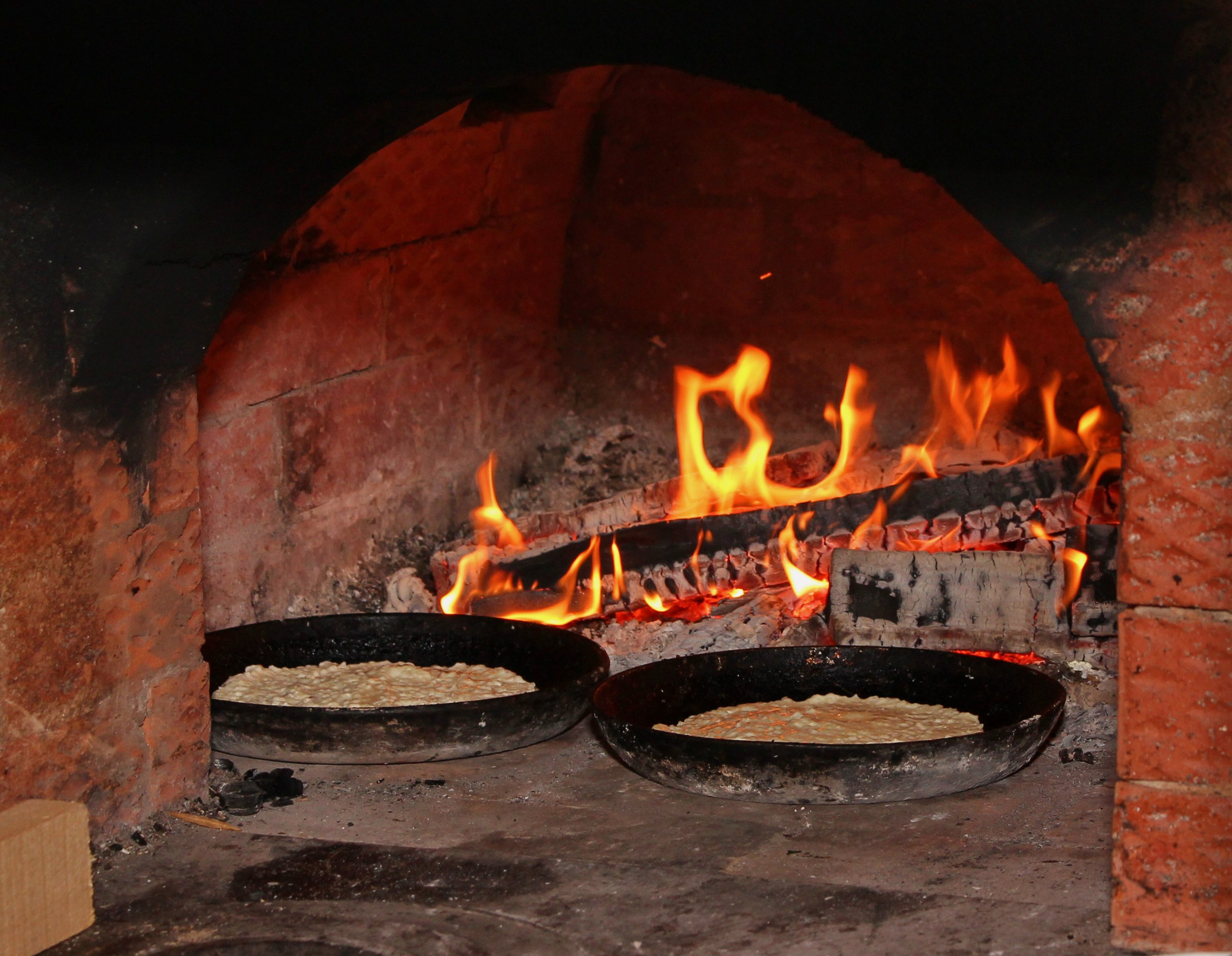
Блины в кирпичной печи
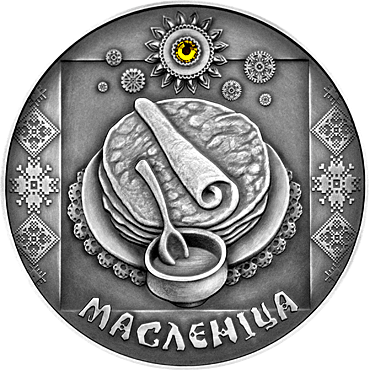
Монета, посвящённая Масленице и блинам, Белоруссия
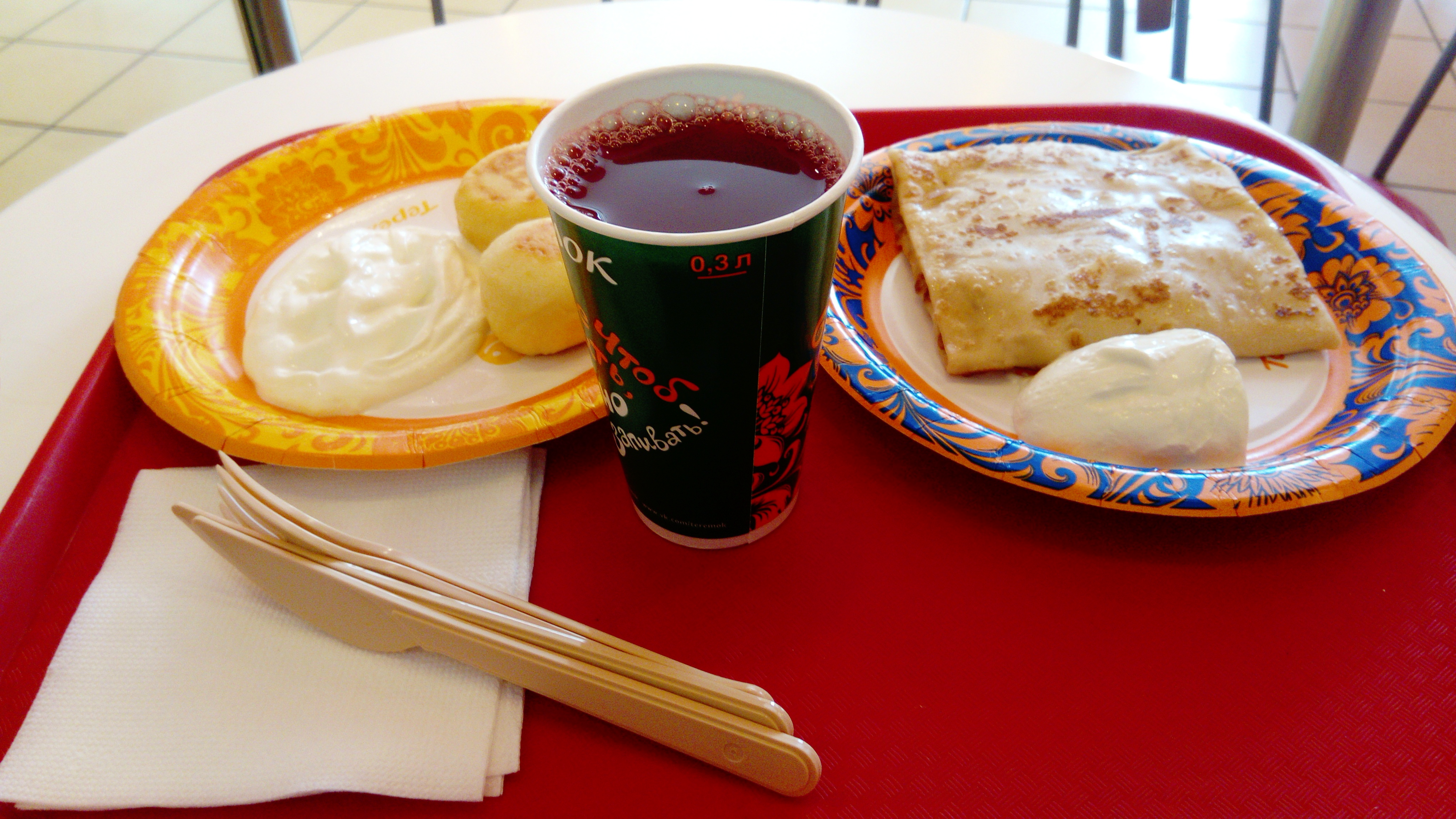
Блины из сети ресторанов «Теремок»